# Bóng bàn tại Đại hội Thể thao Đông Nam Á
Bóng bàn là môn thể thao được đưa vào chương trình thi đấu SEA Games từ khá sớm, bắt đầu từ kì Đại hội Thể thao Bán đảo Đông Nam Á (SEAP Games) năm 1959 tại Băng Cốc, Thái Lan.   
Các nội dung thi đấu bao gồm:
- Đơn nam (Men's singles)
- Đơn nữ (Women's singles)
- Đôi nam (Men's doubles)
- Đôi nữ (Women's doubles)
- Đôi nam nữ (Mixed doubles)
- Đồng đội nam và đồng đội nữ

## Các kỳ đại hội
| Kì đại hội                          | Năm                                 | Thành phố chủ nhà                   | Số nội dung                         | Đoàn thể thao dẫn đầu               |
| Đại hội Thể thao Bán đảo Đông Nam Á | Đại hội Thể thao Bán đảo Đông Nam Á | Đại hội Thể thao Bán đảo Đông Nam Á | Đại hội Thể thao Bán đảo Đông Nam Á | Đại hội Thể thao Bán đảo Đông Nam Á |
| ----------------------------------- | ----------------------------------- | ----------------------------------- | ----------------------------------- | ----------------------------------- |
| I                                   | 1959                                | Bangkok                             | 2                                   |                                     |
| II                                  | 1961                                | Rangoon                             | 5                                   |                                     |
| III                                 | 1965                                | Kuala Lumpur                        | 7                                   |                                     |
| IV                                  | 1967                                | Bangkok                             | 5                                   |                                     |
| V                                   | 1969                                | Rangoon                             | 5                                   |                                     |
| VI                                  | 1971                                | Kuala Lumpur                        | 7                                   |                                     |
| VII                                 | 1973                                | Singapore                           | 7                                   | Singapore                           |
| VIII                                | 1975                                | Bangkok                             | 7                                   | Malaysia                            |
| Đại hội Thể thao Đông Nam Á         |                                     |                                     |                                     |                                     |
| IX                                  | 1977                                | Kuala Lumpur                        | 7                                   |                                     |
| X                                   | 1979                                | Jakarta                             | 7                                   |                                     |
| XI                                  | 1981                                | Manila                              | 7                                   | Indonesia                           |
| XII                                 | 1983                                | Singapore                           | 7                                   | Indonesia                           |
| XIII                                | 1985                                | Bangkok                             | 7                                   |                                     |
| XIV                                 | 1987                                | Jakarta                             | 7                                   | Indonesia                           |
| XV                                  | 1989                                | Kuala Lumpur                        | 7                                   |                                     |
| XVI                                 | 1991                                | Manila                              | 7                                   | Indonesia                           |
| XVII                                | 1993                                | Singapore                           | 7                                   | Indonesia                           |
| XVIII                               | 1995                                | Chiang Mai                          | 7                                   | Indonesia                           |
| XIX                                 | 1997                                | Jakarta                             | 7                                   | Indonesia                           |
| XX                                  | 1999                                | Bandar Seri Begawan                 | 7                                   | Singapore                           |

| Kì đại hội | Năm  | Thành phố chủ nhà              | Số nội dung | Đoàn thể thao dẫn đầu |
| ---------- | ---- | ------------------------------ | ----------- | --------------------- |
| XXI        | 2001 | Kuala Lumpur                   | 7           | Singapore             |
| XXII       | 2003 | Hà Nội & Thành phố Hồ Chí Minh | 7           | Singapore             |
| XXIII      | 2005 | Manila                         | 7           | Singapore             |
| XXIV       | 2007 | Nakhon Ratchasima              | 7           | Singapore             |
| XXV        | 2009 | Viêng Chăn                     | 7           | Singapore             |
| XXVI       | 2011 | Jakarta & Palembang            | 5           | Singapore             |
| XXVII      | 2013 | Naypyidaw                      | 4           | Singapore             |
| XXVIII     | 2015 | Singapore                      | 7           | Singapore             |
| XXIX       | 2017 | Kuala Lumpur                   | 7           | Singapore             |
| XXX        | 2019 | Philippines                    | 4           | Singapore             |
| XXXI       | 2021 | Việt Nam                       | 7           | Thái Lan              |
| XXXII      | 2023 | Campuchia                      | 7           | Singapore             |

## Nội dung thi đấu

### SEAP Games (1959-75) & SEA Games (1977-99)
| Nội dung     | 59 | 61 | 65 | 67 | 69 | 71 | 73 | 75 | 77 | 79 | 81 | 83 | 85 | 87 | 89 | 91 | 93 | 95 | 97 | 99 | Năm |
| ------------ | -- | -- | -- | -- | -- | -- | -- | -- | -- | -- | -- | -- | -- | -- | -- | -- | -- | -- | -- | -- | --- |
|              |    |    |    |    |    |    |    |    |    |    |    |    |    |    |    |    |    |    |    |    |     |
| Đơn nam      |    | X  | X  | X  | X  | X  | X  | X  | X  | X  | X  | X  | X  | X  | X  | X  | X  | X  | X  | X  | 19  |
| Đôi nam      |    | X  | X  | X  | X  | X  | X  | X  | X  | X  | X  | X  | X  | X  | X  | X  | X  | X  | X  | X  | 19  |
| Đồng đội nam | X  | X  | X  | X  | X  | X  | X  | X  | X  | X  | X  | X  | X  | X  | X  | X  | X  | X  | X  | X  | 20  |
| Đơn nữ       |    | X  | X  | X  | X  | X  | X  | X  | X  | X  | X  | X  | X  | X  | X  | X  | X  | X  | X  | X  | 19  |
| Đôi nữ       |    | X  | X  | X  | X  | X  | X  | X  | X  | X  | X  | X  | X  | X  | X  | X  | X  | X  | X  | X  | 19  |
| Đồng đội nữ  | X  | X  | X  | X  | X  | X  | X  | X  | X  | X  | X  | X  | X  | X  | X  | X  | X  | X  | X  | X  | 20  |
| Đôi nam nữ   |    | X  | X  | X  | X  | X  | X  | X  | X  | X  | X  | X  | X  | X  | X  | X  | X  | X  | X  | X  | 19  |
|              |    |    |    |    |    |    |    |    |    |    |    |    |    |    |    |    |    |    |    |    |     |
| Tổng cộng    | 2  | 7  | 7  | 7  | 7  | 7  | 7  | 7  | 7  | 7  | 7  | 7  | 7  | 7  | 5  | 7  | 7  | 7  | 7  | 7  |     |

### SEA Games (2001 - nay)
| Nội dung     | 01 | 03 | 05 | 07 | 09 | 11 | 13 | 15 | 17 | 19 | 21 | 23 | Năm |    |
| ------------ | -- | -- | -- | -- | -- | -- | -- | -- | -- | -- | -- | -- | --- | -- |
|              |    |    |    |    |    |    |    |    |    |    |    |    |     |    |
| Đơn nam      | X  | X  | X  | X  | X  | X  | X  | X  | X  | X  | X  | X  |     | 11 |
| Đôi nam      | X  | X  | X  | X  | X  | X  |    | X  | X  | X  | X  | X  |     | 10 |
| Đồng đội nam | X  | X  | X  | X  | X  |    | X  | X  | X  |    | X  |    | X   | 9  |
| Đơn nữ       | X  | X  | X  | X  | X  | X  | X  | X  | X  | X  | X  |    | X   | 11 |
| Đôi nữ       | X  | X  | X  | X  | X  | X  |    | X  | X  | X  | X  | X  |     | 10 |
| Đồng đội nữ  | X  | X  | X  | X  | X  |    | X  | X  | X  |    | X  |    | X   | 9  |
| Đôi nam nữ   | X  | X  | X  | X  | X  | X  |    | X  | X  |    | X  | X  |     | 9  |
|              |    |    |    |    |    |    |    |    |    |    |    |    |     |    |
| Tổng cộng    | 7  | 7  | 7  | 7  | 7  | 5  | 4  | 7  | 7  | 4  | 7  |    |     |    |

## Bảng huy chương

### SEA Games (1995 - nay)
| Hạng               | Đoàn               | Vàng | Bạc | Đồng | Tổng số |
| ------------------ | ------------------ | ---- | --- | ---- | ------- |
| 1                  | Singapore (SGP)    | 63   | 35  | 28   | 126     |
| 2                  | Indonesia (INA)    | 11   | 15  | 30   | 56      |
| 3                  | Thái Lan (THA)     | 8    | 24  | 45   | 77      |
| 4                  | Việt Nam (VIE)     | 8    | 9   | 39   | 56      |
| 5                  | Malaysia (MAS)     | 0    | 3   | 30   | 33      |
| 6                  | Philippines (PHI)  | 0    | 3   | 7    | 10      |
| 7                  | Myanmar (MYA)      | 0    | 1   | 1    | 2       |
| Tổng số (7 đơn vị) | Tổng số (7 đơn vị) | 90   | 90  | 180  | 360     |